# 郵便警備隊
郵便警備隊（Postschutz）は、ナチス・ドイツ時代の帝国郵便が保有した準軍事組織である。郵便物の警護を任務とした。後に武装親衛隊の下部組織となり、前線における郵便業務なども担った。

## 郵便警備隊の起源
1933年3月7日、パウル・フォン・エルツ＝リューベナッハ帝国郵政相は、郵便局および郵便配達員を強盗や赤色闘争から守るため、警察および共和国軍に対して郵便警備隊の設置を命じた。しかし実際に編成が始まったのは、NSDAPによる新体制が始まった6月以降である。この時期の郵便警備隊は突撃隊（SA）や親衛隊（SS）に所属する郵便局員によって構成され、補助警察的権限は与えられず、単に郵便局の自衛組織として運用された。1933年9月頃までに赤色闘争の脅威はほとんど無くなっていたが、以後も郵便警備隊は存続した。1933年12月の段階で、郵便警備隊の隊員はおよそ26,000名を数えた。

## 任務および訓練
1937年、帝国郵便と国防軍は「増強された郵便警備隊」（Verstärkter Postschutz）について合意し、有事において郵便警備隊は個々の軍管区に予備戦力として所属する事が定められた。この際に予備戦力として有効な運用をする為の最低規模として29,000人が要求された。
1939年初頭にはおよそ40,000人まで規模が拡大され、1939年2月には郵便防空隊（Postluftschutz）が結成された。既に郵便局員として働いているものは郵便警備隊への自由な志願が認められており、35歳未満で新たに郵便局員となった場合は参加が義務付けられていた。これに加え、防空隊への参加には政治的信頼が必須とされていた。郵便警備隊学校は8つあり、SS士官学校などと類似した教育・訓練が行われた。毎年、20,000名の郵便局員が候補生として募集された。

## SSの下部組織として
1942年3月、郵便警備隊は一般親衛隊の下部組織となり、SS郵便警備隊（SS-Postschutz）と改称される。この際、郵便警備隊はNSDAPが有する「戦闘組織」（Kampforganisationen）の1つと位置づけられた。
1942年5月1日、SS郵便警備隊は武装親衛隊の下部組織となり、ゴットロープ・ベルガーが郵便警備隊隊長（Leiter des Postschutzes）に就任した。ベルガーは郵便警備隊の訓練や武装の調達を担当した。これ以降、郵便警備隊の士官・下士官は武装SSの士官・下士官と同等の肩書きと見なされるようになり、SS式の階級および階級章も導入された。

### 郵便警備隊の階級
- 上級指導者（Oberführer）
- 県指導者（Bezirksführer）
- 地区指導者（Abschnittsführer）
- 主任大隊指導者（Abteilungshauptführer）
- 大隊指導者（Abteilungsführer）
- 主任小隊指導者（Zughauptführer）
- 小隊指導者（Zugführer）
- 主任分隊指導者（Gruppenhauptführer）
- 分隊指導者（Gruppenführer）
- 班指導者（Truppführer）
- 組指導者（Rottenführer）
- 郵便警備隊員（Postschutzmann）

### SS郵便警備隊の軍事的側面
1942年5月以降、郵便警備隊から編成されたいわゆる遠隔地郵便隊（Fernkraftpost）が東部戦線などに派遣された。正式にはドイツ帝国郵便前線支所（Fronthilfe der Deutschen Reichspost）という名称で、戦地における郵便業務を担っていた。前線支所はSS長官幕僚司令部（Kommandostab RFSS）の指揮下で各SS師団に配置された。
その後、前線支所の職員からドイツ帝国郵便SS予備大隊（SS-Sicherungs-Bataillone der Deutschen Reichspost）の編成が行われた。オーベルクライン（Oberkrain）、南シュタイアーマルク（Südsteiermark）、白ルテニア（Weißruthenien）など、東方の占領地にてナチス・ドイツの占領および絶滅政策に直接関与していたとされる。
第二次世界大戦末期の1945年4月12日、予備大隊の隊員がラインラントにおける焦土作戦の一環として、工場施設やランゲンベルク通信塔の爆破を実行した。これにより周辺地域の通信は完全に麻痺した。
戦後のニュルンベルク裁判において、ある郵便警備隊員は「郵便警備隊はドイツ国内を主たる活動範囲とし、前線活動は限られたものだった」と証言した。しかしこれは郵便警備隊がSS作戦本部およびSS本部の影響下にあった事実や、武装SSの戦争犯罪に予備大隊が関与していた事実と矛盾している。ニュルンベルク裁判で郵便警備隊はSSの一部局たる犯罪組織と見なされた。
1949年、ドイツ連邦郵便は、類似の任務を担う組織として配達護衛局を設置した。